# Teodora Alexandrova

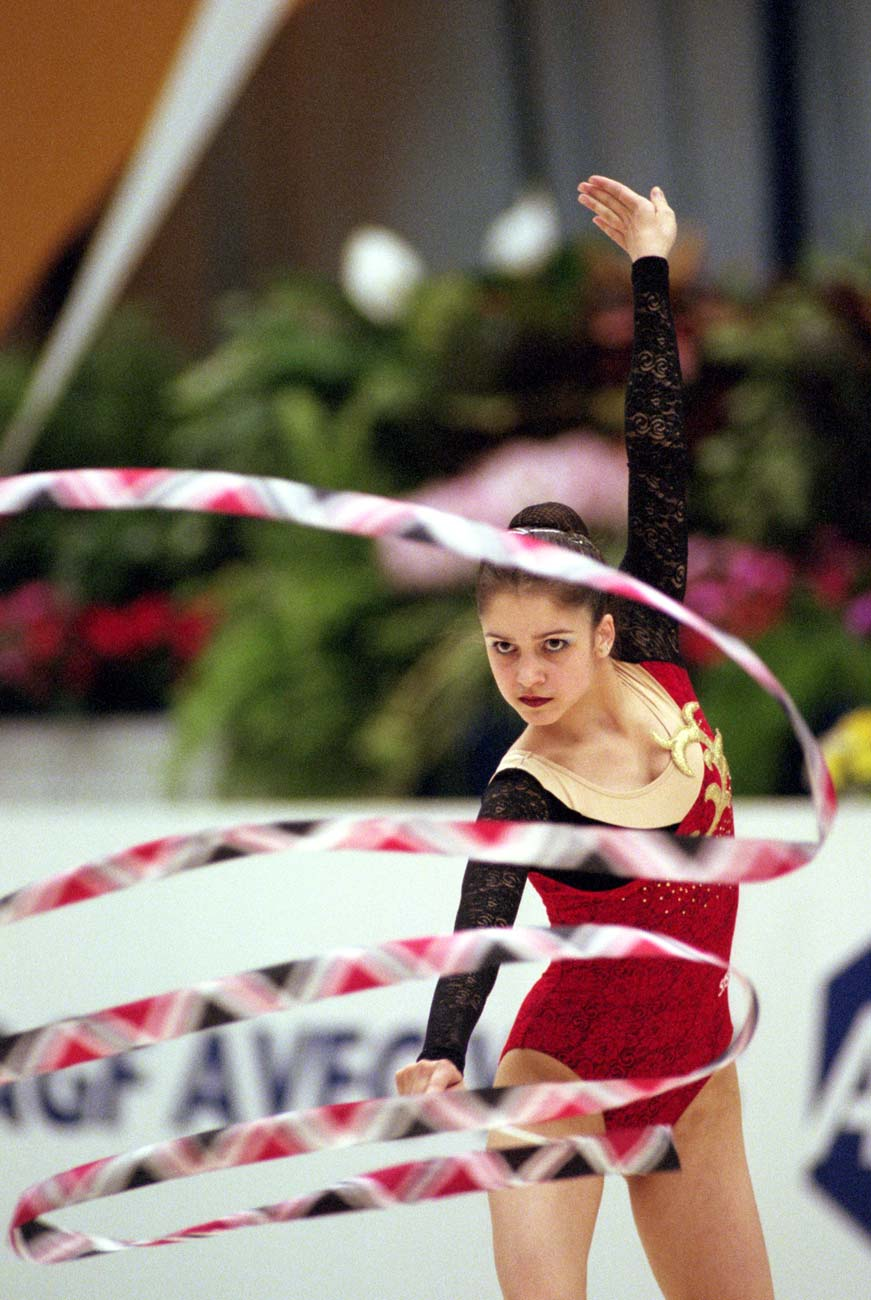
Teodora Alexandrova.

Teodora Alexandrova (en búlgaro, Теодора Александрова) es una ex gimnasta rítmica búlgara nacida en Sofía el 24 de septiembre de 1981. Perteneció al club Levsky y fue entrenada por Neshka Robeva. Una de sus características más destacadas ha sido la multiplicidad de giros que introducía en sus ejercicios. 
Fue campeona de Europa júnior en Praga, en 1995; primera en el torneo internacional de Alemania; vencedora en dos ediciones del internacional de Francia celebrado en Thiais, en los años 1995 y 1997; y también primera clasificada en el torneo de Córdoba (Argentina) de 1999.
En el campeonato del mundo de 1997 de Berlín quedó sexta en el concurso general y cuarta en la final de aro. En el campeonato de Europa de 1998 de Matosinhos quedó cuarta por equipos, octava en el concurso general individual, séptima en la final de mazas y octava en la de cuerda. Participó en el campeonato mundial de Osaka de 1999 donde quedó octava en el concurso completo y sexta en la final de pelota.
En el año 2000 Teodora fue segunda clasificada del torneo de Ljubljana, por detrás de Elena Vitrichenko. Ese mismo año, en el campeonato de Europa de Zaragoza del año 2000 finalizó en décima posición.
Por problemas derivados de lesiones no fue seleccionada para competir en los Juegos Olímpicos de Sídney 2000. Se recuperó de estos problemas físicos y volvió a competir, pero su retirada se produjo poco después.
Posteriormente ha ejercido labores de entrenadora en diversos países como Bélgica, Reino Unido, Estados Unidos, Brasil y Noruega.